# شهرستان استفنز (اکلاهما)
شهرستان استیونس، اکلاهما (به انگلیسی: Stephens County, Oklahoma) شهرستانی در ایالات متحده آمریکا است که در اکلاهما واقع شده‌است.

## خصوصیات
شهرستان استیونس ۲٬۳۰۷٫۶۹ کیلومترمربع مساحت دارد.